# احمد سعدات
احمد سعدات (زاده ۱۹۵۴) سیاستمدار فلسطینی و دبیرکل جبهه خلق برای آزادی فلسطین است.
سعدات در اکتبر ۲۰۰۱ و پس از ترور ابوعلی مصطفی دبیرکل وقت جبهه، در دفترش در رام‌الله توسط نیروهای اسرائیلی، جانشین او شد.
وی در سال ۲۰۰۲ توسط تشکیلات خودگردان فلسطین بازداشت و در اریحا زندانی شد. در مارس ۲۰۰۶ نیروهای اسرائیلی به زندان حمله کرده و سعدات را به اسارت گرفتند. در ۲۵ دسامبر ۲۰۰۸، دادگاهی نظامی در اسرائیل احمد سعدات را به اتهام رهبری یک «سازمان تروریستی غیرقانونی» به ۳۰ سال حبس محکوم کرد.